# Trouble in Shangri-La
Pour les articles homonymes, voir Shangri-La (homonymie).
 (juin 2012).
Si vous disposez d'ouvrages ou d'articles de référence ou si vous connaissez des sites web de qualité traitant du thème abordé ici, merci de compléter l'article en donnant les références utiles à sa vérifiabilité et en les liant à la section « Notes et références ».
Albums de Stevie Nicks
Street Angel
(1994) In Your Dreams
(2011)
Trouble in Shangri-La  est le sixième album studio de la chanteuse américaine et membre de Fleetwood Mac Stevie Nicks. Sorti en 2001, c'est son premier album solo depuis 1994 et Street Angel. Cet opus marque le retour de Stevie Nicks dans le top 5 du hit parade américain pour la première fois depuis The Wild Heart en 1983 et se vend à un demi-million d'exemplaires en six semaines aux États-Unis. Depuis sa sortie, il s'est vendu à plus de 663 000 exemplaires là-bas.
L'album entre dans le hit-parade américain à la cinquième place, se vendant à 109 000 exemplaires la semaines de sa sortie.
Trois singles sont commercialisés: Every Day, Sorcerer et Planets of the Universe.

## Arrière-plan
Peu après l'accueil froid de son album Street Angel et une difficile période de blocage de l'écrivain provoquée par sa dépendance au Rivotril entre 1987 et 1994, Stevie Nicks demande à son ami Tom Petty de l'aider à écrire et enregistrer quelques chansons. Ce dernier lui dit qu'elle n'a pas besoin d'aide et qu'elle devrait avoir plus confiance en ses capacités. Stevie traitera de cette conversation dans sa chanson That Made Me Stronger. Ensuite, Stevie écrit la piste titre et Love Is mais alors qu'elle compose la chanson Twisted pour le film Twister, elle se réunit avec son ex amoureux et guitariste de Fleetwood Mac, Lindsey Buckingham, ce qui mène finalement à la réunion complète du groupe pour une tournée en 1997.
Un des titres de l'album, Fall From Grace, raconte les réunions, troublées comme toujours, entre les membres de Fleetwood Mac durant cette tournée qui a débouché sur l'album live The Dance. Cette expérience quelque peu turbulente interrompt l'enregistrement de Trouble in Shangri-La pendant neuf mois, mais donnera à Stevie l'inspiration pour écrire une nouvelle chanson, Thrown Down, qui apparaîtra sur l'album de Fleetwood Mac Say You Will.
Après la sortie du coffret commémoratif Enchanted et la tournée correspondante (tous les deux demandés par son ancien label Atlantic qui voulait profiter du succès de la réunion de Fleetwood Mac et compléter le contrat de six albums qu'il avait avec la chanteuse), Stevie Nicks reprend la composition et l'enregistrement de ses chansons pour Trouble in Shangri-La, faisant notamment appel à Sheryl Crow, fan de longue date de Stevie. Les deux travaillent sur deux chansons qui apparaîtront sur la bande originale du film Les Ensorceleuses, mais Sheryl Crow écrit aussi It's Only Love et coproduit sur plusieurs autres morceaux, chantant également des chœurs sur certains d'entre eux. Elles deviennent des amies proches et en retour, Stevie Nicks apparaît sur l'album de Sheryl C'mon C'mon en 2002, écrivant la chanson You're Not the One. Depuis, les deux chanteuses ont joué plusieurs concerts ensemble.
Lorsqu'en 1999 les obligations professionnelles de Sheryl Crow l'empêchent de finir la production de l'album, Stevie Nicks produit seule la chanson Bombay Sapphires, sur laquelle Macy Gray fait des chœurs. Puis, elle fait appel à John Shanks pour coproduire le reste de l'album. Auparavant il lui avait envoyé une démo nommée Every Day que Stevie avait appréciée. Ce sera le premier titre que les deux enregistreront à la maison de John Shanks lui-même. La chanson est ensuite commercialisée en single. Shanks a aussi aidé Stevie Nicks a enfin compléter une chanson qu'elle avait écrite en 1978, Planets of the Universe après plusieurs tentatives ratées avec d'autres producteurs. C'est la dernière piste enregistrée de l'album.
Le dragon utilisé pour le "S" dans le prénom de Stevie sur la couverture de l'album est dessinée par la musicienne Sarah McLachlan, qui joue du clavier et chante des harmonies sur la dernière chanson de l'album, Love Is.

## Liste des titres
| No  | Titre                                        | Auteur                                      | Durée |
| --- | -------------------------------------------- | ------------------------------------------- | ----- |
| 1.  | Trouble in Shangri-La                        | Stevie Nicks                                | 4:50  |
| 2.  | Candlebright                                 | Stevie Nicks                                | 4:41  |
| 3.  | Sorcerer                                     | Stevie Nicks                                | 4:55  |
| 4.  | Planets of the Universe                      | Stevie Nicks                                | 4:46  |
| 5.  | Every Day                                    | John Shanks, Damon Johnson                  | 3:36  |
| 6.  | Too Far from Texas (duo avec Natalie Maines) | Steve Booker, Sandy Stewart                 | 3:48  |
| 7.  | That Made Me Stronger                        | Stevie Nicks, Scott F. Crago, Timothy Drury | 4:19  |
| 8.  | It's Only Love                               | Sheryl Crow                                 | 3:31  |
| 9.  | Love Changes                                 | Stevie Nicks                                | 4:23  |
| 10. | I Miss You                                   | Stevie Nicks, Rick Nowels                   | 4:15  |
| 11. | Bombay Sapphires                             | Stevie Nicks                                | 4:05  |
| 12. | Fall from Grace                              | Stevie Nicks                                | 4:31  |
| 13. | Love Is                                      | Stevie Nicks                                | 4:30  |

## Vidéos
Deux vidéos promotionnelles accompagnent la sortie des singles Every Day et Sorcerer. Dans la première, on voit Stevie Nicks dans une forêt enchantée et dans la deuxième, elle et Sheryl Crow jouent de la guitare dans une pièce où des paroles de chansons de Stevie apparaissent sur les murs. Les deux clips sont présents avec des commentaires de Stevie sur le DVD de la compilation Crystal Visions: The Very Best of Stevie Nicks.

## Personnel

### Principaux artistes
- Stevie Nicks – voix
- Sharon Celani – chœurs
- Lori Nicks – chœurs

### Musiciens invités
- Sheryl Crow – guitare, basse, chœurs
- Mike Campbell – guitare
- Lindsey Buckingham – guitare sur I Miss You
- Sarah McLachlan – piano, guitare, chœurs sur Love Is
- Benmont Tench – orgue, piano
- Natalie Maines – chant sur Too Far from Texas
- Macy Gray – chœurs sur Bombay Sapphires

### Musiciens de studio
- John Shanks – guitare, claviers, basse
- Waddy Wachtel – guitare
- Vinnie Colaiuta – batterie
- Al Ortiz – basse, guitare
- Patrick Warren – claviers
- Matt Chamberlain – batterie
- Tim Smith – basse
- Jeff Trott – guitare
- Peter Stroud – mandoline
- Steve Ferrone – batterie
- Rami Jaffe – claviers
- Brian MacLeod – batterie
- Scott F. Crago – boucle
- Timothy Drury – boucle
- Dan Rothchild – basse
- Rusty Anderson – guitare
- David Kahne – claviers
- Gary Ferguson – batterie
- John Pierce – basse
- Tim Pierce – guitare
- Rick Nowels – guitare, chœurs
- Charles Judge – claviers
- Lenny Castro – percussion
- Ashwin Sood – batterie
- Pierre Marchand – guitare, claviers
- Michel Pepin – guitare
- Sylvain Grand – guitare, claviers
- Brian Minato – basse

## Classements

### Album
| Year | Classement       | Position |
| ---- | ---------------- | -------- |
| 2001 | US Billboard 200 | 5        |
| 2001 | Royaume-Uni      | 43       |
| 2001 | Canada           | 29       |

### Singles
| Année | Single                    | Classement                | Position |
| ----- | ------------------------- | ------------------------- | -------- |
| 2001  | "Every Day"               | Adult Contemporary        | 17       |
| 2001  | "Planets of the Universe" | Hot Dance Music/Club Play | 1        |
| 2001  | "Sorcerer"                | Adult Contemporary        | 21       |

## Tournée (Shangri-La Tour / 2001)
Liste des titres joués le premier soir (avec Sheryl Crow):
- Stop Draggin' My Heart Around
- Enchanted
- Outside the Rain
- Dreams
- Gold Dust Woman
- Sorcerer
- My Favorite Mistake
- Everyday
- Rhiannon
- Stand Back
- Planets of the Universe
- Everyday Is a Winding Road
- Too Far from Texas
- Bombay Sapphires
- Fall from Grace
- Edge of Seventeen
- I Need to Know (Rappel)
- Has Anyone Ever Written Anything for You (Rappel)